# IC 2576
IC 2576 — галактика типу Sbc (компактна витягнута спіральна галактика) у сузір'ї Насос.
Цей об'єкт міститься в оригінальній редакції індексного каталогу.